# アミール・ティムール博物館
アミール・ティムール博物館（アミール・ティムールはくぶつかん、ウズベク語: Amir Temur Muzeyi）は、ウズベキスタン・タシュケントにある博物館である。ティムール王朝歴史博物館 (ウズベク語: Temuriylar tarixi davlat Muzeyi)とも呼ばれる。外見の青いドームと豪華な内装で知られている。

## 概要
ティムール朝の開祖ティムールの名を冠しており、主にティムール朝の歴史に関する展示をしているほか、現在のウズベキスタン大統領イスラム・カリモフについての展示もある。博物館はティムール生誕660周年に当たる1996年に建設された。
博物館に隣接する庭園にはいくつかの噴水が、同じく隣接するアミール・ティムール広場には馬の背に乗ったティムールの像がある。

## 交通アクセス
タシュケントの中心街にある。ウズベキスタン鉄道のタシュケント駅からは徒歩約5分、タシュケント国際空港からはタクシーで約5～10分。